# أدولف الأول، دوق كليفه
أدولف الأول دي كليفز (بالألمانية:Adolf I؛ 2 أغسطس 1373 - 23 سبتمبر 1448)؛ كان ثاني كونت كليفز ورابع كونت مارك العاشر من بيت لا مارك، وأول دوق كليفز.

## حياته
هو الابن البكر لـ أدولف الثالث، كونت مارك ومارغريت دي يوليش.
بعد وفاة والده في 1394 أصبح كونت كليفز، وفي 1397 هزم عمه فيلهلم دي يوليش، دوق برغ الأول في معركة كليفرهام وأصبح لورد رافنشتاين.
وعندما توفي شقيقه ديتريش التاسع، كونت مارك في المعركة في عام 1398، أصبح كونت مارك، وأيضا وسع أدولف نفوذه من خلال زواجه من ابنة دوق بورغندي، نتيجة لذلك تم رفع كليفه إلى دوقية من قبل ملك ألمانيا سيغموند في 1417.
من 1409 واجه شقيقه الأصغر جيرهارد الذي ادعى كونتية مارك؛ أدى خلافهم إلى نزاع مسلح بحيث تحالف جيرهارد مع رئيس أساقفة كولونيا.
تم توقيع السلام بين الأخوين في 1430 وأكد في 1437 نيتجة لذلك حكم جيرهارد الجزء الأكبر من مارك وعلى أن يكون خليفته ابن شقيقه يوهان، ومع ذلك لم يسمح له باستخدام لقب كونت مارك، بل كان عليه استخدام لقب كونت زور مارك؛ ومع وفاته في 1461 تم توحيد بين كونتية مارك ودوقية كليفز من جديد.

### الزواج والأبناء
- قبل وقت قصير من 1400 تزوج من أغنيس ابنة روبرت دي بالاتينات، ملك ألمانيا وإليزابيث دي نورمبرغ؛ توفيت أغنيس بعد عام من الزواج، دون أنجاب لأبناء.
- في 1406 تزوج من ماري من بورغندي ابنة جان الشجاع، دوق بورغندي ومارغريت من بافاريا؛ وانجبت له:-[1]

1. مارغريت (23 فبراير 1416 - 20 مايو 1444)؛ تزوجت من فيلهلم الثالث، دوق بافاربا؛ ثم من أولريخ الخامس، كونت فورتمبيرغ.
2. كاثرين (25 مايو 1417 - 10 فبراير 1479)؛ تزوجت من أرنولد، دوق خيلدرز.
3. يوهان الأول، دوق كليفه وكونت مارك؛ خلفه والده وعمه.
4. إليزابيث (1488-1420)؛ تزوجت من هاينريش السادس والعشرين دي شفارتسبورغ-يلانكنبورغ.
5. أغنيس (1446-1422)؛ تزوجت من كارلوس الرابع ملك نافارا.
6. هيلين (1471-1423)؛ تزوجت من هاينربش المسالم، دوق براونشفايغ-لونيبورغ.
7. أدولف، لورد رافنشتاين (1492-1425)؛ تزوج من بياتريس من البرتغال ابنة بيدرو من البرتغال، دوق كويمبرا.
8. ماري (1487-1426)؛ تزوجت من شارل، دوق أورليانز؛ وهما والدا لويس الثاني عشر ملك فرنسا.